# Шполянський цукровий завод
Шполянський цукровий завод — підприємство харчової промисловості в місті Шпола Черкаської області.

## Історія
Створення заводу в селищі Шпола Звенигородського повіту Київської губернії почалося в 1851 році, разом із заводом побудовані два бараки для 500 робітників. У 1856 році завод почав роботу.
Будівництво в 1874 році неподалік залізничної станції сприяло розширенню заводу, виробництво цукру було збільшено.

### 1918—1991
В ході громадянської війни завод серйозно постраждав, але після закінчення бойових дій почалося його відновлення.
У 1923 році завод відновив виробництво, в жовтні 1925 року кількість робочих заводу становила 459 осіб. Надалі, підприємство опинилося у складі Південно-Західного економічного району СРСР.
У ході індустріалізації згідно з першим п'ятирічним планом розвитку народного господарства СРСР почалася реконструкція підприємства. У 1932 році при заводі був створений радгосп, спеціалізацією якого було вирощування цукрових буряків, це рішення дозволило збільшити виробництво цукру до 17 тис. тонн цукру в рік. В результаті, підприємство було перетворено в Шполянський цукровий комбінат.
Після початку Другої світової війни у зв'язку з наближенням лінії фронту до міста частину енергетичного обладнання була евакуйована. В ході бойових дій і німецької окупації міста підприємство постраждало, але вже в 1944 році почалося його відновлення. Уряд СРСР виділив для цієї мети 7723 тис. рублів, з РРФСР надіслали нові мотори і дві турбіни потужністю 1,5 МВт.
У 1949 році комбінат перевищив довоєнні обсяги виробництва.
В кінці 1950-х років почалося перетворення комбінату в підприємство комплексної механізації, після завершення якої в 1960 році переробні потужності збільшилися до 1840 тонн буряків на добу, а валовий випуск цукру — до 203,7 тис. центнерів за сезон.
У 1970 році комбінат виробив 200,5 тис. тонн цукру.
Станом на початок 1972 року комбінат був одним з найбільших підприємств цукрової промисловості УРСР, виробничі потужності якого забезпечували можливість до 2200 тонн переробки буряків на добу, чисельність робітників становила понад 640 осіб.
В цілому, в радянський час комбінат входив в число провідних підприємств міста, на балансі якого перебували житловий мікрорайон і об'єкти соціальної інфраструктури.

### Після 1991
Після проголошення незалежності України комбінат передано у відання Міністерства сільського господарства і продовольства України.
У липні 1995 року Кабінет Міністрів України затвердив рішення про приватизацію комбінату, після чого державне підприємство перетворено у відкрите акціонерне товариство. У зв'язку з припиненням діяльності бурякорадгоспу комбінат перетворений в Шполянський цукровий завод. У червні 1999 року Кабінет Міністрів України передав завод у комунальну власність Черкаської області.
У 2006 році завод зупинив виробництво. Економічна криза та вступ України до СОТ у травні 2008 року (згідно з яким уряд країни зобов'язався дозволити імпорт 260 тис. тонн цукру-сирцю на рік) ускладнили становище підприємства, восени 2008 року почали демонтувати обладнання на брухт, щоб розрахуватися з боргами.